# داود علی‌پوریان
داود علی‌پوریان عضو تیم ملی والیبال نشسته ایران است. او از بازی‌های پارالمپیک تابستانی ۲۰۰۴ آتن تا ۲۰۲۴ پاریس همواره در فینال پارالمپیک برای تیم ایران به میدان رفته است.

## افتخارات
در بازی‌های پارالمپیک تابستانی ۲۰۱۲ لندن، وی به همراه تیم ملی والیبال ایران با شکست روآندا، بریتانیا، روسیه، بوسنی و هرزگوین، چین، برزیل به دیدار پایانی راه یافت. اما در این مسابقه با شکست برابر بوسنی و هرزگوین نایب قهرمان شد و نشان نقره را به گردن آویخت.
همچنین به همراه تیم ملی والیبال نشسته ایران برای شرکت در بازی‌های پارالمپیک تابستانی ۲۰۱۶ عازم ریودوژانیرو شد، و توانست با شکست بوسنی و هرزگوین در دیدار نهایی به مقام قهرمانی مسابقات و نشان طلا دست یابد.
در بازی‌های پارالمپیک تابستانی ۲۰۲۴ نیز تیم والیبال نشسته ایران با کاپیتانی علیپوریان به فینال راه یافت و در دیدار با بوسنی و هرزگوین، به پیروزی رسید و بار دیگر قهرمان این رشته پارالمپیکی شد. علیپوریان در بازی فینال این دوره، با ۳۳ حمله، ۹ دفاع و ۹ سرویس، عملکرد خوبی داشت.